# 谈迁
谈迁（1594年11月23日—1658年1月14日），明末清初史学家，原名以训，字观若；明亡后改名迁，字孺木，明朝诸生，浙江杭州府海宁枣林（浙江海寧西南）人。《國榷》作者。

## 生平
万历二十一年（1594年）甲午十月十二日生，祖籍汴梁（今開封），靖康時隨宋室南渡，定居鹽官西南棗林村，遷至馬橋麻涇港西。
自幼好學，入學為弟子員，不喜八股文，“家徒壁立，最嗜书，好撰述。”明朝天启元年（1621年）開始撰寫《国榷》，至天启六年1627年完成初稿，以后仍陆续修订。清顺治二年（1645年），又续订明崇祯、弘光两朝史事。順治四年（1647年），全稿遭大盗奪取，時已53歲，又发愤重寫，新寫《國榷》共一百零四卷，五百萬字，內容比原書更精彩。南明弘光元年（1645年）為閣臣高弘圖的記室，荐為中書舍人，以“時事日非，不足與有為”，力辭未就。
入清不仕，自稱江左遺民，以佣書、幕僚為生，顺治十年（1653年），江南义乌朱之锡进北京做弘文院编修，聘谈迁做书记，遂從嘉興運河坐船北上入京。兩年期間幾乎遍訪明朝的降臣、皇親、宦官和公侯門客，藉此修訂《國榷》。順治十三年（1656年）應沈貞亨之聘，與錢朝瑋前往山西平陽（今山西臨汾）擔任幕僚，順治十四年（1657年）丁酉，欲前往祭拜張慎言墓未果，是年十二月十一日（1658年1月14日）以疾卒於幕所。朱之锡《北游录序》赞扬谈迁：“或途听壁窥，轶事绪闻，残楮圮碣，就耳目所及无遗者，其勤至矣。”其著作尚有《枣林杂俎》、《北游录》、《西遊錄》、《枣林集》、《史論》、《海昌外志》等。

## 延伸阅读
[在维基数据编辑]
 在维基文库阅读此作者作品（ 在维基共享资源阅览影像）
 《清史稿·卷501》，出自趙爾巽《清史稿》